# Privateer
Privateer is een plaats (census-designated place) in de Amerikaanse staat South Carolina, en valt bestuurlijk gezien onder Sumter County.

## Demografie
Bij de volkstelling in 2000 werd het aantal inwoners vastgesteld op 2118.

## Geografie
Volgens het United States Census Bureau beslaat de plaats een oppervlakte van
21,4 km², waarvan 21,2 km² land en 0,2 km² water. Privateer ligt op ongeveer 59 m boven zeeniveau.

## Plaatsen in de nabije omgeving
De onderstaande figuur toont nabijgelegen plaatsen in een straal van 12 km rond Privateer.